# Nogometni klub Domžale 2016-2017

## Rosa
| N. |                        | Ruolo | Calciatore      |
| -- | ---------------------- | ----- | --------------- |
| 1  | Slovenia (bandiera)    | P     | Dejan Milic     |
| 2  | Spagna (bandiera)      | D     | Álvaro Brachi   |
| 4  | Slovenia (bandiera)    | C     | Amedej Vetrih   |
| 5  | Slovenia (bandiera)    | C     | Luka Volarič    |
| 7  | Azerbaigian (bandiera) | C     | Samir Məsimov   |
| 8  | Brasile (bandiera)     | C     | Juninho         |
| 10 | Croazia (bandiera)     | A     | Slobodan Vuk    |
| 12 | Slovenia (bandiera)    | P     | Adnan Golubović |
| 13 | Slovenia (bandiera)    | C     | Žan Žužek       |
| 14 | Slovenia (bandiera)    | D     | Dominik Ivkic   |
| 15 | Slovenia (bandiera)    | C     | Jan Repas       |
| 17 | Slovenia (bandiera)    | C     | Matija Širok    |

| N. |                               | Ruolo | Calciatore       |
| -- | ----------------------------- | ----- | ---------------- |
| 18 | Germania (bandiera)           | A     | Senad Jarović    |
| 20 | Camerun (bandiera)            | C     | Kombi Mandjang   |
| 25 | Slovenia (bandiera)           | D     | Miha Blažič      |
| 27 | Slovenia (bandiera)           | D     | Gaber Dobrovoljc |
| 29 | Slovenia (bandiera)           | C     | Jure Balkovec    |
| 35 | Francia (bandiera)            | P     | Axel Maraval     |
| 37 | Slovenia (bandiera)           | C     | Žan Majer        |
| 70 | Slovenia (bandiera)           | C     | Luka Žinko       |
| 77 | Croazia (bandiera)            | C     | Marko Alvir      |
| 90 | Macedonia del Nord (bandiera) | C     | Zeni Husmani     |
| 94 | Montenegro (bandiera)         | C     | Veljko Batrović  |
| 95 | Croazia (bandiera)            | A     | Antonio Mance    |